# 2. deild islandzka w piłce nożnej (1983)
Sezon 1983 był 29. sezonem drugiego poziomu ligowego piłki nożnej na Islandii. Pierwsze miejsce zajął zespół Fram, zdobywając dwadzieścia sześć punktów w osiemnastu meczach. Po sezonie awansowały zespoły Fram i KA Akureyri, spadły natomiast Fylkir oraz Reynir.

## Drużyny
Po sezonie 1982 z ligi awansowały zespoły Þróttur Reykjavík i Þór Akureyri, spadły zaś Skallagrímur oraz Þróttur Nes. Ich miejsce zajęły spadające z 1. deild Fram i KA Akureyri oraz awansujące z 3. deild Víðir Garður i KS.
| Uczestnicy poprzedniej edycji                                                                                 | Uczestnicy poprzedniej edycji | Uczestnicy poprzedniej edycji | Uczestnicy poprzedniej edycji |
| --- | ----------------------------- | ----------------------------- | ----------------------------- |
| REY | Reynir                        | 3                             |                               |
| FH | FH                            | 4                             |                               |
| VÖL | Völsungur Húsavík             | 5                             |                               |
| NJA | Njarðvík                      | 6                             |                               |
| EIH | Einherji                      | 7                             |                               |
| FYL | Fylkir                        | 8                             |                               |
| Spadek z 1. deild                                                                                             |                               |                               |                               |
| FRA | Fram                          | 9                             |                               |
| KA | KA Akureyri                   | 10                            |                               |
| Awans z 3. deild                                                                                              |                               |                               |                               |
| VGA | Víðir Garður                  | 1                             |                               |
| KS | KS                            | 2                             |                               |
| Oznaczenia: - kolumna pierwsza – skróty nazw drużyn, - kolumna trzecia – miejsce zajęte w poprzednim sezonie. |                               |                               |                               |

## Tabela
| Lp. | Drużyna           | M  | Z  | R | P  | Bramki | Bramki | Różn. | Pkt | Uwagi              |
| --- | ----------------- | -- | -- | - | -- | ------ | ------ | ----- | --- | ------------------ |
| 1   | Fram (A)          | 18 | 10 | 6 | 2  | 33     | 18     | +15   | 26  | Awans do 1. deild  |
| 2   | KA Akureyri (A)   | 18 | 10 | 5 | 3  | 31     | 21     | +10   | 25  | Awans do 1. deild  |
| 3   | FH                | 18 | 6  | 8 | 4  | 28     | 23     | +5    | 20  |                    |
| 4   | Víðir Garður      | 18 | 7  | 6 | 5  | 14     | 12     | +2    | 20  |                    |
| 5   | Völsungur Húsavík | 18 | 7  | 3 | 8  | 19     | 18     | +1    | 17  |                    |
| 6   | Njarðvík          | 18 | 7  | 3 | 8  | 18     | 18     | 0     | 17  |                    |
| 7   | KS                | 18 | 5  | 7 | 6  | 16     | 18     | −2    | 17  |                    |
| 8   | Einherji          | 18 | 5  | 7 | 6  | 17     | 21     | −4    | 17  |                    |
| 9   | Fylkir (S)        | 18 | 3  | 5 | 10 | 15     | 25     | −10   | 11  | Spadek do 3. deild |
| 10  | Reynir (S)        | 18 | 1  | 8 | 9  | 9      | 26     | −17   | 10  | Spadek do 3. deild |

## Wyniki
| Gospodarz \ Gość  | EIH | FRA | FYL | FH  | KA  | NJA | REY | KS  | VGA | VÖL |
| Einherji          |     | 2:2 | 0:1 | 2:2 | 0:0 | 2:0 | 1:0 | 2:1 | 0:0 | 1:3 |
| Fram              | 1:1 |     | 2:2 | 4:1 | 4:2 | 3:0 | 3:1 | 1:0 | 1:0 | 3:4 |
| Fylkir            | 0:1 | 1:3 |     | 1:1 | 0:1 | 1:0 | 0:0 | 0:0 | 2:4 | 1:0 |
| FH                | 3:1 | 2:1 | 3:1 |     | 2:0 | 2:2 | 1:1 | 1:1 | 2:2 | 1:2 |
| KA Akureyri       | 3:2 | 2:2 | 3:2 | 3:0 |     | 3:2 | 1:1 | 2:0 | 1:0 | 0:1 |
| Njarðvík          | 2:0 | 0:1 | 0:0 | 0:0 | 1:2 |     | 2:0 | 3:2 | 0:1 | 2:0 |
| Reynir            | 0:0 | 0:1 | 2:1 | 1:6 | 1:4 | 0:1 |     | 1:1 | 0:0 | 0:2 |
| KS                | 2:0 | 0:1 | 1:0 | 0:0 | 2:2 | 1:2 | 1:1 |     | 1:0 | 2:1 |
| Víðir Garður      | 0:1 | 0:0 | 2:1 | 1:0 | 0:0 | 1:0 | 1:0 | 1:1 |     | 1:0 |
| Völsungur Húsavík | 1:1 | 0:0 | 2:1 | 0:1 | 1:2 | 0:1 | 0:0 | 0:1 | 2:0 |     |

Źródło:  (ang.)
Objaśnienia:
1Drużyna gospodarzy jest wymieniona po lewej stronie tabeli.
Kolory: zielony – zwycięstwo gospodarzy, żółty – remis, różowy – zwycięstwo gości.

## Najlepsi strzelcy
| Bramki | Strzelcy           | Drużyna           |
| ------ | ------------------ | ----------------- |
| 11     | Guðmundur Torfason | Fram              |
| 10     | Hinrik Þórhallsson | KA Akureyri       |
| 9      | Pálmi Jónsson      | FH                |
| 8      | Gunnar Gíslason    | KA Akureyri       |
| 8      | Jónas Hallgrímsson | Völsungur Húsavík |